# 翼檐南星
翼檐南星（学名：Arisaema griffithii）是天南星科天南星属的植物。分布于印度、不丹、锡金、尼泊尔以及中国大陆的西藏等地，生长于海拔3,000米至3,850米的地区，常生于山坡以及河谷林下。

## 变种
疣柄翼檐南星（学名：Arisaema griffithii var. verrucosum）是天南星科天南星属翼檐南星的变种。分布于锡金以及中国大陆的云南等地，生长于海拔2,800米至3,700米的地区，多生长在山地云杉林、箐沟阔叶林或杜鹃灌丛中。